# 傑日任欽卡河
54°15′06″N 16°07′56″E / 54.25167°N 16.13222°E

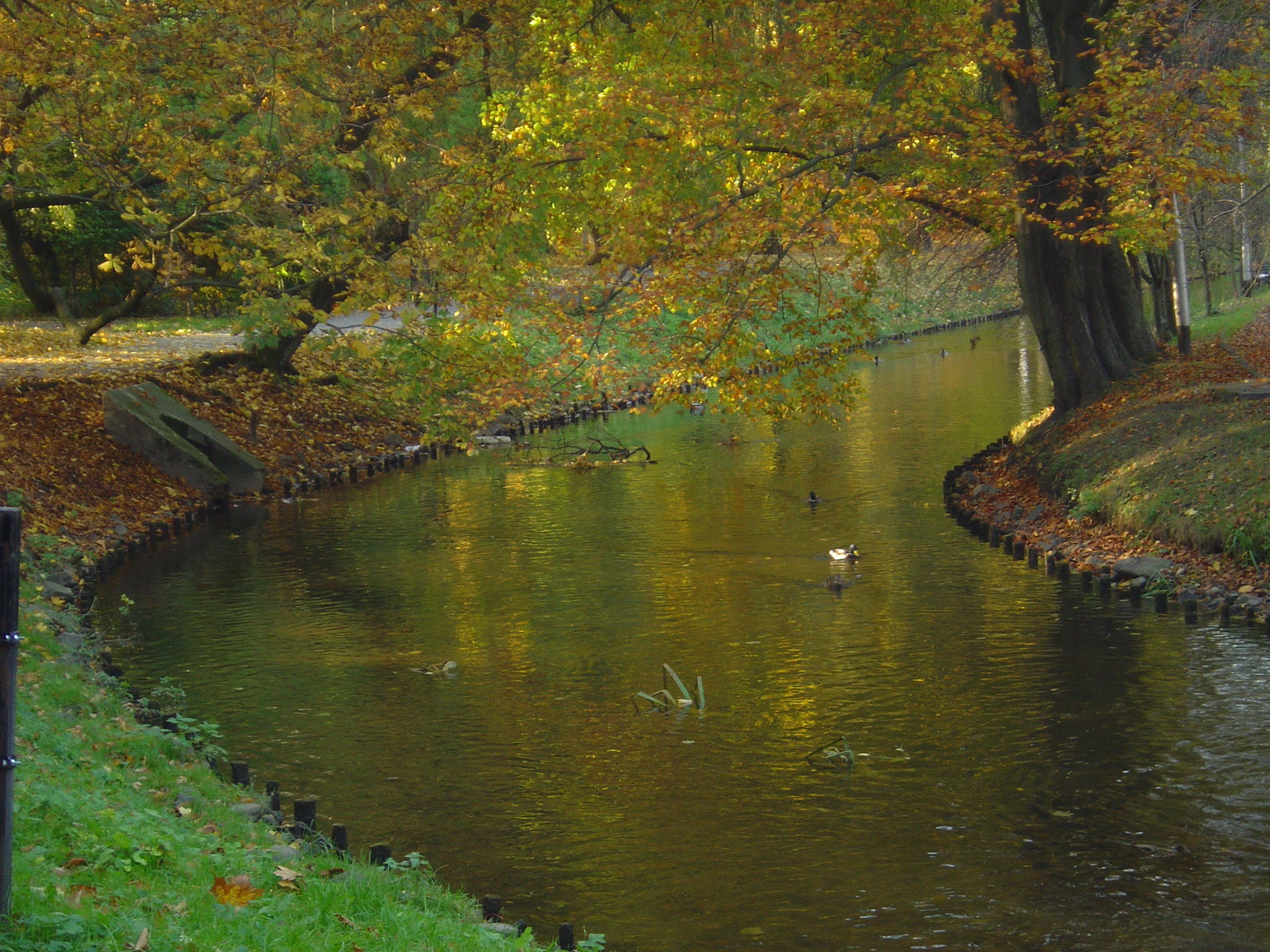

傑日任欽卡河是波蘭的河流，位於該國西北部，處於西波美拉尼亞省，流經科沙林縣，河道全長29公里，流域面積123平方公里，河畔城鎮有科沙林。